# Valprivas
Valprivas is een gemeente in het Franse departement Haute-Loire (regio Auvergne-Rhône-Alpes) en telt 401 inwoners (1999). De plaats maakt deel uit van het arrondissement Yssingeaux.

## Geografie
De oppervlakte van Valprivas bedraagt 23,7 km², de bevolkingsdichtheid is 16,9 inwoners per km².
De onderstaande kaart toont de ligging van Valprivas met de belangrijkste infrastructuur en aangrenzende gemeenten.

## Demografie
Onderstaande figuur toont het verloop van het inwonertal (bron: INSEE-tellingen).